# فرودگاه آبی لا گراند-۴/لاک دو لا فالز
فرودگاه آبی لا گراند-۴/لاک دو لا فالز (به فرانسوی: La Grande-4/Lac de la Falaise) یک فرودگاه خصوصی است که یک باند فرود آب دارد. این فرودگاه در کشور کانادا قرار دارد و در ارتفاع ۲۹۰ متری از سطح دریا واقع شده است.